# Комельянс
Комельянс (італ. Comeglians) — муніципалітет в Італії, у регіоні Фріулі-Венеція-Джулія,  провінція Удіне.
Комельянс розташований на відстані близько 520 км на північ від Рима, 125 км на північний захід від Трієста, 60 км на північний захід від Удіне.
Населення — 529 осіб (2014).
Щорічний фестиваль відбувається 6 грудня. Покровитель — святий Миколай.

## Демографія
Населення за роками:

Станом на 1 січня 2023 року в муніципалітеті офіційно проживало 9 іноземців з 7 країн, серед них 4 громадяни країн Євросоюзу та 1 громадянин України.

## Сусідні муніципалітети
- Оваро
- Палуцца
- Прато-Карніко
- Равасклетто
- Риголато